# Filip Sachpekidis
Filip Sachpekidis, de son nom complet Filip Filipos Lars Sachpekidis, né le 3 juillet 1997 à Kalmar, est un footballeur suédois.

## Biographie
Lors du premier match professionnel de sa carrière à l'âge de 16 ans contre le club de Syrianska, il marque l'unique but du match, ce qui fait de lui le plus jeune buteur du championnat de Suède.[réf. nécessaire]
Il évolue régulièrement au sein des équipes nationales de jeunes, des moins de 15 ans jusqu'aux moins de 19 ans.